# Kavango-West
Kavango-West (englisch Kavango West) ist eine der 14 Regionen von Namibia. Sie entstand durch die Teilung der Region Kavango am 9. August 2013.
Regionshauptstadt ist Nkurenkuru. Die Region  hat (Stand 2023) 123.000 Einwohner auf einer Fläche von knapp 23.200 km². Erste Gouverneurin der neuen Region ist seit dem 26. April 2014 Sirkka Ausiku.

## Geographie
Die Region Kavango-West liegt im Norden Namibias und wird im Norden durch den Okavango an der Grenze nach Angola begrenzt. Im Osten liegt die namibische Region Kavango-Ost, im Süden bildet Otjozondjupa den Nachbarn. Im äußerten Nordwesten grenzt Kavango-West an Ohangwena und im Westen an Oshikoto.

## Bevölkerung
Die Region ist nach der hier lebenden Volksgruppe der Kavango benannt. Laut der Volkszählung in Namibia 2023 kommen in der Region 100 Frauen auf 93 Männer. Das Bevölkerungswachstum lag zwischen 2011 und 2023 bei 2,9 Prozent. Es leben etwa 5,3 Menschen auf einem Quadratkilometer. Die Region ist ländlich geprägt; nur 8,5 Prozent der Einwohner leben in urbanem Raum.

## Wirtschaft
Die Arbeitslosenquote in Kavango-West lag im Jahr 2024 bei 52,8 Prozent und war damit die höchste aller namibischen Regionen. 2014 war diese mit 26,4 Prozent noch die fünfniedrigste in Namibia.

## Verwaltung
Bei den ersten Regionalratswahlen 2015 in der Region ging die SWAPO als klarer Sieger hervor. Die Partei gewann alle sechs Sitze im Regionalrat. Fünf Jahre später gewann die SWAPO alle mittlerweile acht Sitze.

Wahlkreise in Kavango-West

Die Region Kavango-West gliedert sich in acht Wahlkreise.
1. Kapako
2. Mankumpi
3. Mpungu
4. Musese
5. Ncamagoro
6. Ncuncuni
7. Nkurenkuru
8. Tondoro (ehemals Kahenge)

Zudem findet sich (Stand Dezember 2015) in der Region, mit Nkurenkuru, eine Lokalverwaltung.